# Кременага
Кремена̀га (на италиански: Cremenaga; на ломбардски: Cremnaga, Кремънага) е село и община в Северна Италия, провинция Варезе, регион Ломбардия. Разположено е на 281 m надморска височина. Населението на общината е 815 души (към 2017 г.).